# 張繡
張 繡（ちょう しゅう）は、中国後漢末期の武将。季父は張済。子は張泉・女子一人。涼州武威郡祖厲県（現在の甘粛省武威市靖遠県）の人。『三国志』巻8「魏書」二公孫陶四張伝に伝がある。

## 生涯
若い頃は県長劉雋の抜擢を得て、県吏として仕えた。しばらくして、韓遂・辺章らに呼応した麹勝が謀反を起こし、劉雋を殺害した。張繡は隙を見て麹勝を暗殺し、上司の仇を討ち武名を挙げた。その後、当時董卓の配下であった季父の張済に従った。李傕郭汜政権下で建忠将軍・宣威侯となっている。
建安元年（196年）、季父が南陽郡の穣を攻略中に、流れ矢に当たって戦死したために、その軍勢を張繡が継ぐ事となった。その後、新たに参謀として加わった賈詡は、張繡に対し「将軍（張繡）は軍才に優れておられるが、曹操には及ばない」と語ったと言われる。張繡は賈詡の進言に従い、賈詡を派遣して劉表と同盟を結んだ。張繡は宛に駐屯し、劉表軍と合流した。
建安2年（197年）春、曹操が南陽郡に侵攻し淯水に陣営を置くと、張繡は軍勢を引き連れて曹操に降伏した。ところが、曹操が亡き季父の張済の妻であった未亡人を側妾にしたために、張繡は恨みを抱くようになった。曹操は張繡が恨んでいる事を知ると、密かに張繡を殺害する計画を立てた。しかし張繡はこの計画に気づくと、賈詡の進言を容れて、曹操に奇襲をかけた。この奇襲で張繡は、曹昂・曹安民・典韋などを含む多くの将兵を討ち取り、勝利を得た。曹操が舞陰に撤退すると、張繡は騎兵を引き連れて舞陰を攻めたが、撃退された。このため張繡は再び劉表と同盟を結び、穣に駐屯した。曹操が許昌に帰ると、南陽郡の諸県は曹操に反逆し、再び張繡に味方する事になった。
その後も、張繡・劉表は曹操と抗争を続けた。建安3年（198年）に曹操が穣に攻め寄せた時は、劉表の派遣した援軍のおかげで、張繡は勝利した。曹操は張繡に退路を絶たれたので、撤退すらままならなくなったが、伏兵を用いて張繡軍を大いに破った。曹操軍の荀攸によれば、張繡軍はまるで劉表軍の遊撃隊のようであり、また劉表に食料を頼っていたという。
建安4年（199年）11月、当初張繡は袁紹からの同盟の誘いを受けるつもりであったが、賈詡から「大勢力たる袁紹との戦いを控えた今の曹操は、味方になる勢力を必ず厚遇するでしょう」と進言され、これに従って曹操に帰順し揚武将軍となり列侯に封じられた。帰順後、張繡の娘は曹均の妻として迎えられている。建安5年（200年）、官渡の戦いで武功を挙げ破羌将軍に昇進した。また曹操に従い袁譚を破ったため、加増を受けて領邑が合計2,000戸になった。
建安12年（207年）、柳城の烏桓征伐中に陣中で病死した。定侯と諡号を贈られた。『三国志』魏志張繡伝が注に引く『魏略』によると、張繡は曹昂の異母弟である曹丕の元へ、何度か頼み事に赴いた。しかし曹丕から「お前は私の兄を殺したのに、どうして平気な顔をして会えるのだ」と言われたために、これに不安を感じ自殺したのだと言われている。子の張泉が後を継いだが、建安24年（219年）に魏諷と共に曹家政権の転覆を目指すクーデターを謀って失敗し、領地を没収され処刑された。

## 物語中の張繡

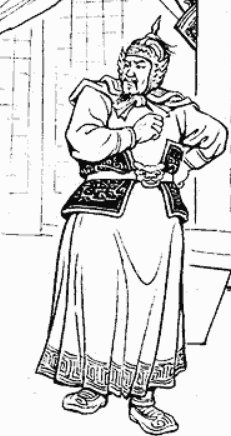
漫画『三国志演義』（1957年）に描かれた張繡

小説『三国志演義』にも登場し、ほぼ正史通りの活躍を演じているが、曹操に降伏した後は登場しない。賈詡の進言を良く聞く人物として描かれている。

## 配下
- 賈詡
- 胡車児

『三国志演義』でのみの配下
- 張先：『演義』第17回に登場。雷叙と同じく南陽城外へ張繡に従い出陣。曹操軍の許褚と一騎討ちするが、わずか3合で斬って捨てられている。
- 雷叙：『演義』第17回に登場し、南陽城外で曹操軍を迎撃するために張繡に従い出陣。活躍は特にない。